# روجر كوتن
روجر كوتن (بالإنجليزية: Roger Cotton)‏ هو منتج أسطوانات وعازف بيانو وملحن ومهندس ومهندس الصوت بريطاني، ولد في 1945، وتوفي في 1 يونيو 2016.

## وصلات خارجية
- روجر كوتن على موقع ميوزك برينز (الإنجليزية)
- روجر كوتن على موقع ديسكوغز (الإنجليزية)
- روجر كوتن على موقع ديسكوغز (الإنجليزية)